# Albert Gingell
Albert Dzhingell (nacido Albert Gingell, 30 de septiembre de 1883 † 20 de febrero de 1947) en Cleveland, (Estados Unidos) - fue un luchador británico de estilo libre, medallista de bronce de los Juegos Olímpicos de 1908.
En los Juegos Olímpicos de 1908 en Londres, Gingell compitió en la categoría de peso de hasta 66,6 kg. Al ganar una batalla, se perdió en las semifinales, pero fue capaz de ganar un encuentro por el tercer puesto y así obtuvo la medalla de bronce.